# 찰스 켈리
찰스 켈리(Charles Burgess Kelley, 1981년 9월 11일 ~ )는 미국의 컨트리 밴드인 레이디 A의 리더이며 보컬이자 싱어송라이터이다. 조시 켈리는 찰스의 형이다.